# Bernard Mazo
Bernard Mazo, né le 13 avril 1939 à Paris et mort le 7 juillet 2012 à Ramatuelle dans le Var, est un poète français.

## Biographie
Poète, critique et essayiste, Bernard Mazo a publié une dizaine de recueils.
Il a connu la guerre d’Algérie : « J’ai eu vingt ans dans les Aurès, où je suis resté cloué, triste rêveur éveillé, vingt-sept mois durant », confie-t-il, ajoutant : « sans la poésie et la lecture des poètes, sans la chaleur partagée de leur parole, sans doute aurais-je sombré dans le désespoir. » Cette expérience en aura fait un anticolonialiste convaincu ; ainsi, également, l’exil est devenu un de ses thèmes majeurs.
Il figure dans près d’une dizaine d’anthologies dont Poésie de langue française, 144 poètes d’aujourd’hui (Seghers, 2008), Anthologie de la poésie française (Larousse, 2007), La Poésie française contemporaine (Le Cherche-Midi, 2004), etc.
Bernard Mazo repose au cimetière Condé de Saint-Maur-des-Fossés.

### Prix et distinctions
- Prix Max-Jacob pour son recueil : La Cendre des jours (2009) et pour l'ensemble de son œuvre.

Bernard Mazo a été secrétaire général du prix Guillaume-Apollinaire, membre de l’Académie Mallarmé et du PEN club français.

### Commentaires
Pour Jean Orizet, il est un poète qui « élève sa désespérance à la hauteur d’une morale avec du Cioran chez lui. »
Alain Bosquet le décrit ainsi en 1984 : « Lapidaire parmi les lapidaires, Bernard Mazo arrive à une densité lumineuse que peuvent lui envier bien des poètes célèbres. »

### Poésie
- Passage du silence, éditions Rougerie, 1964
- La Chaleur durable, éditions Rougerie, 1966
- Mouvante mémoire, éditions Rougerie, 1970
- Dilapidation du silence, éditions Saint-Germain-des-Prés, 1981
- La Parole retrouvée, éditions Saint-Germain-des-Prés, 1985
- Dans le froid mortel de l'exil, Rougerie, 1998
- La Vie foudroyée, Le Dé bleu, 1999
- Cette absence infinie, Le Dé bleu, 2004
- La Cendre des jours, Voix d’encre, 2009 (prix Max-Jacob, 2010)
- Dans l'insomnie de la mémoire, Voix d'encre, 2011
- Comme une promesse d'éternité, œuvres poétiques complètes, Jacques André, 2018

### Essais
- Mahmoud Darwich, hommage collectif, revue nu(e) n° 20, 2002
- Jacques Dupin ou l’effraction poétique, hommage collectif, revue Méthode, 2006
- Colloque Antoine Emaz, revue Triage, 2008
- Le Poème Meschonnic, hommage collectif, revue Faire Part, 2008
- Sur les sentiers de la poésie, Melis Éditions, 2008
- Jean Sénac, poète et martyr, Le Seuil, 2013

### Anthologies
- La Poésie contemporaine depuis 1945, éditions Saint-Germain-des-Prés, 1971 (Serge Brindeau)
- La Nouvelle Poésie française, Seghers, 1977 (B. Delvaille)
- Histoire de la poésie française, Robert Sabatier, Albin Michel, 1988
- Noir sur blanc, Fourbis, 1998
- Cent-un et quelques poèmes contre le racisme, Le Temps des cerises, 1998
- Ciel d'Europe, Maison de la poésie Nord Pas-de-Calais, 2000
- Cent-un poèmes contre la guerre, Le Temps des cerises, 2003
- La Poésie française contemporaine, Le Cherche midi, 2004 (Jean Orizet)
- Poèmes pour la paix, Le Cherche midi, 2005
- L’Année poétique 2005, Seghers (Patrice Delbourg, J.-L. Maxence)
- Anthologie de la poésie française, Larousse, 2007 (Jean Orizet)
- La Poésie est dans la rue, Le Temps des cerises, 2009
- Poésie de langue française, 144 poètes d’aujourd’hui, Seghers, 2009